# Clive (Shropshire)
Clive is een civil parish in het bestuurlijke gebied Shropshire, in het Engelse graafschap Shropshire met 530 inwoners.